# Zdeněk Fišer (kytarista)
Zdeněk Fišer (* 8. července 1950 Praha), známý pod přezdívkou Zdeněk Crissa Fišer, je český jazzový, jazz rockový a bluesový kytarista a pedagog.

## Život
Krátce po dostudování Střední průmyslové školy elektrotechnické v roce 1969 ho zlákala hudba. První kapely, kde jako amatér a samouk hrál, byly Harpagon´s Art group a Labyrint Jazz Rock, již předtím vystupoval coby patnáctiletý jako zpěvák kapely Rockwells. Studium kytary se začal intenzivně věnovat od roku 1971, kdy stál u zrodu skupiny Jazz Nova. Na klasickou kytaru byl jeho lektorem Milan Tesař, v jazzové improvizaci se zdokonaloval na LŠU - Lidové konzervatoři u Karla Velebného - absolvoval ji v roce 1975.
Spolu s pianistou Pavlem Kostiukem, trumpetistou Michalem Gerou, bubeníkem Jaromírem Helešicem a kontrabasistou Františkem Uhlířem založil roku 1974 jazz rockovou kapelu Impuls. Její tvorba byla ovlivněna především Milesem Davisem, Herbie Hancockem a Chickem Coreou. Tou dobou se stal i členem Pražského Big Bandu Milana Svobody a jeho početně redukované odnože - Comba Pražského Big Bandu. Spolupracoval také s Michaelem Kocábem v jeho, tehdy ještě jazz rockovém, Pražském výběru, nebo s Jiřím Stivínem.

### Další projekty a spolupráce
Kapela Impuls byla v období let 1979 - 1980 doprovodným bandem zpěvačky Vlasty Průchové, manželky MUDr. Jana Hammera a matky hudebníka Jana Hammera. Od roku 1982 doprovázel zpěvačku Hanu Hegerovou, stejně jako svoji tehdejší manželku Irenu Fišerovou. Vystupoval v duu také s Rudolfem Daškem, Petrem Kostiukem nebo Lubošem Andrštem. V roce 1982 nastoupil do kapely Jazz Celula Laca Décziho.
Pro svoji ženu Irenu Fišerovou založil Zdeněk Fišer v r. 1987 kapelu Fišergang. Tu dál tvořili bubeník Marcel Vlček a baskytarista Zdeněk Wimpy Tichota. Kontrabasista Vít Švec a trumpetista Juraj Baroš se stali jeho spoluhráči v kapele Jazz Unity. Koncertně i na nahrávkách pokračoval ve spolupráci s Janou Koubkovou. Během existence pražského klubu Akord byl v letech 2005 - 2008 častým hostem na koncertech kapely Petra Hejny TransEuropean sExpres, kde mohl při společných jam session uplatnit své bluesové kytarové cítění i zpěv. Jako jeden z hostů a kmotr vystoupil na křtu alba další Hejnovy kapely 2 Generations. Zdeněk Fišer koncertoval pravidelně i sólově.
Zásadním momentem, krom hostování s Décziho Jazz Celulou při jejích koncertech u nás, byl nástup do Jazz Q hráče na klávesové nástroje Martina Kratochvíla. V roce 2013 vydali album Znovu, jako další roku 2016 album Talisman a v roce 2020 album Amulet. V roce 2023 vyšlo album Rituál.

## Lektorská činnost
Vyučování hry na kytaru a improvizaci se začal věnovat od roku 1975, od roku 1985 se stal jedním z lektorů Letní jazzové dílny konané ve Frýdlantu.
Jeho dcera Martina Fišerová se také prosadila jako jazzová zpěvačka, syn Ondřej Fišer coby jazzový kytarista se uplatnil i v jiných žánrech, např. s kapelou Laura a její tygři nebo při spolupráci s Ondřejem Brzobohatým.
Jako muzikant Zdeněk Fišer se objevil jak v záznamech koncertů - Recitály Hany Hegerové, v dokumentu z cyklu Příběhy českého jazzu: Od PBB ke Kontrabandu, v polohraném dokumentu Blues pro EFB a ve filmu Nestyda. Zdeněk Fišer poskytl několik rozhovorů Českému rozhlasu.

## Diskografie
- Jazzrocková dílna 1 - 1976
- Jazzrocková dílna 2 - 1977
- Impuls - 1977 SP
- Impuls: Impuls - 1978 LP
- Pražský výběr - 1978 SP

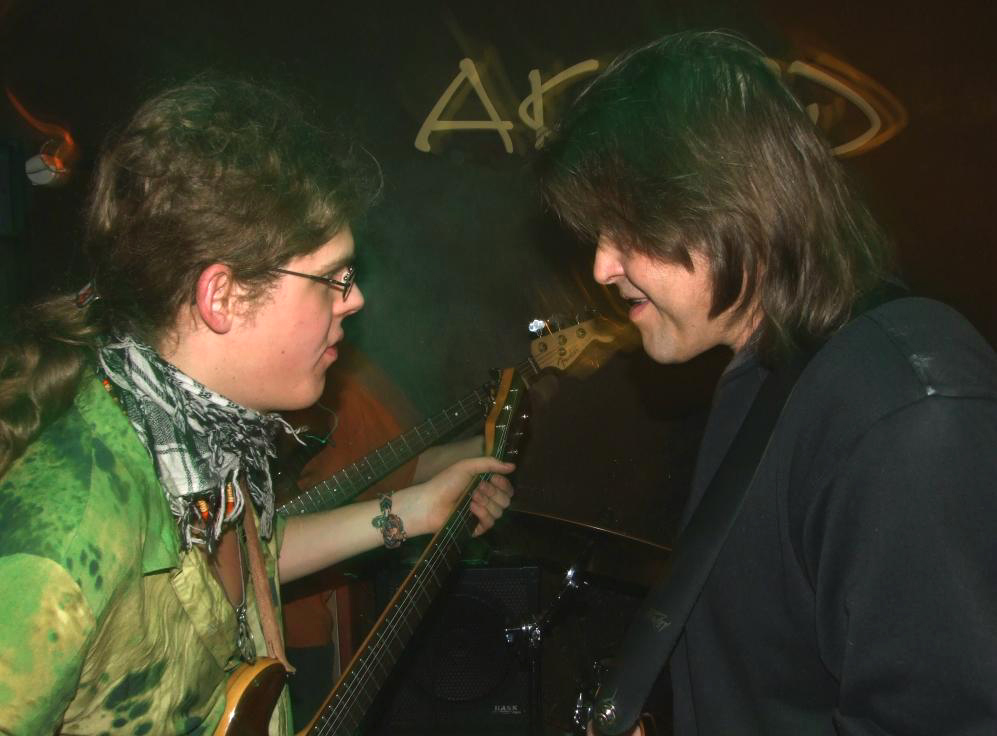
Zdeněk Fišer se svým žákem na jam session

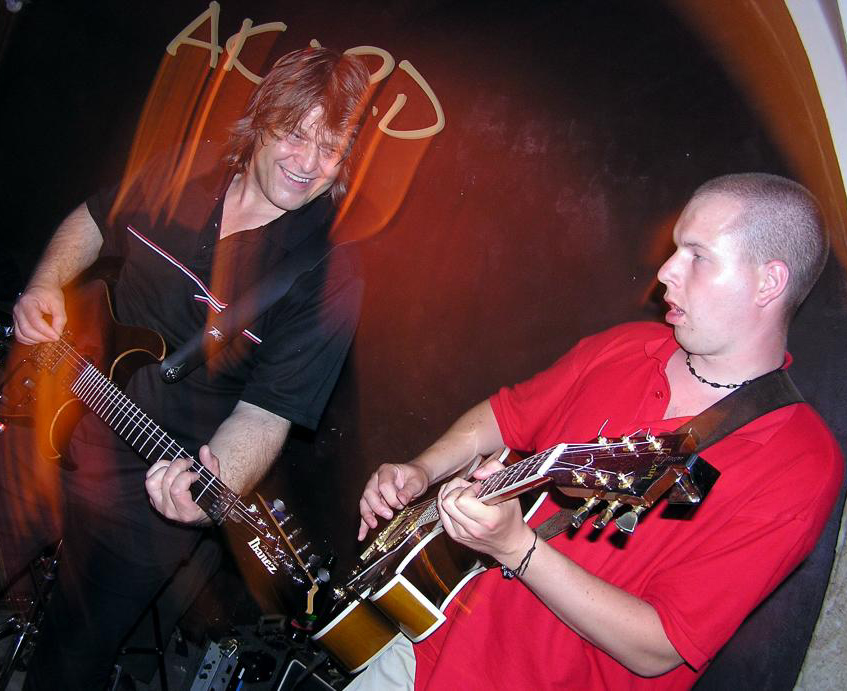
Zdeněk Fišer se synem Ondřejem

- Pražský big band: Podobizna - 1978 LP
- Pražský výběr: Žízeň - 1979
- Big Band Milana Svobody: Reminiscence - 1980 LP
- Pražský Big Band: Poste Restante - 1982 LP
- Hana Hegerová Live - 1991 CD
- Jiři Stivín & co: Abrahámoviny - 1993
- Pražský big band: Live Lucerna - 1995 CD
- Jazz Unity: Soul Eyes - 1996 CD
- Jana Koubková & EU Band - 2005 CD
- Hana Hegerová: Hana Hegerová - 2006 CD
- Hana Hegerová: Mlýnské kolo v srdci mém - 2010 CD
- Jazz Q: Znovu - 2013 CD / LP
- Jazz Q: Talisman - 2016 CD
- Jazz Celula: Memories of You - 2016 CD
- Jazz Q: Amulet - 2020 CD
- Jazz Q: Rituál -  2023 CD